# Bacchisa pseudobasalis
Bacchisa pseudobasalis là một loài bọ cánh cứng trong họ Cerambycidae.